# Zeekr 7X
Zeekr 7X — среднеразмерный электромобиль-кроссовер, выпускаемый с 2024 года китайской компанией Zhejiang Geely Holding Group под брендом Zeekr.

## История и описание модели
Zeekr 7X впервые был представлен в июле 2024 года. Как и 007 и MIX, 7X также поддерживается на языке дизайна «Hidden Energy», отличаясь большим светодиодным отражателем, доминирующим над передним фартуком, который, помимо функций освещения, также может отображать анимацию. Пропорции кузова были подчинены стремлению добиться максимально возможных аэродинамических свойств кузова.
На задней части кузова преобладает узкая заострённая световая полоса, расположенная чуть ниже края окна. Под стеклом имеется надпись с названием производителя, при этом размеры самого производителя поместили Zeekr 7X в сегмент среднеразмерных внедорожников. Конкуренты — Tesla Model Y, Deepal S7 и Onvo L60. Опции включают в себя обширную систему мониторинга окружающей среды для полуавтономного вождения, которая обеспечивается лидарами, расположенными на краю крыши и передних крыльях.

### Продажи
В основном, Zeekr 7X продаётся на китайском рынке.

### Технические характеристики
Zeekr 7X оснащён электродвигателями мощностью 416—637 л. с. и аккумуляторами ёмкостью 75—100 кВт⋅ч. Привод подаётся на заднюю ось.